# Jean-Marie Guyau
Jean-Marie Guyau (Laval, 8 oktober 1854 – Menton, 31 maart 1888) was een Franse filosoof en dichter.
Hij was de zoon uit het eerste huwelijk van schrijfster Augustine Tuillerie (bekend onder haar pseudoniem G. Bruno) met Jean Guyau, een fabricant van doeken.
Giyau was als wijsgeer positivist en evolutionist.
Hij werd daarbij geïnspireerd door de filosofen Epicurus, Epictetus, Plato, Immanuel Kant en Herbert Spencer en door de gedichten en literatuur van Pierre Corneille, Victor Hugo en Alfred de Musset.